# Eileen Brennan
Verla Eileen Regina Brennan, achternaam oorspronkelijk Brennen, (Los Angeles, 3 september 1932 – Burbank, 28 juli 2013) was een Amerikaans actrice van Ierse afkomst. Ze werd in 1981 genomineerd voor een Academy Award voor het spelen van de autoritaire Doreen Lewis in Private Benjamin. Toen ze deze rol hervatte in de daaruit voortvloeiende gelijknamige televisieserie won ze daarmee daadwerkelijk een Emmy Award en een Golden Globe.

## Loopbaan
Brennan debuteerde in 1967 op het witte doek als Eunice Tase in Divorce American Style. Een jaar daarvoor acteerde ze voor het eerst voor de camera als Hallie in de televisiefilm The Star Wagon. Sinds haar begindagen speelde Brennan in meer dan veertig films (meer dan zeventig als haar televisiefilms meegerekend worden) en was ze te zien in terugkerende rollen in meer dan tien televisieseries. Met uitzondering van die in de Private Benjamin-reeks bleven deze wel allemaal beperkt tot elf afleveringen of minder. Ze speelde gastrollen televisieseries als Magnum, P.I., Murder, She Wrote, Taxi), Kojak en The Love Boat.
Brennan was de dochter van stomme-filmactrice Jean Manahan. Zelf trouwde ze in 1968 met David John Lampson, met wie ze in 1973 haar eerste zoon kreeg, acteur Patrick Oliver. Een jaar later werd haar tweede zoon geboren, Samuel John. Brennans huwelijk met Lampson liep in 1974 definitief stuk.
In oktober 1982 kwam ze onder een auto en raakte ze gewond aan benen, armen, gezicht en een oog. Het gevolg was een lange periode van depressiviteit. In 1984 speelde ze mee in de serie Off the Rack met nog steeds een ijzeren plaat in haar been en deels gevoelloos gezicht. Op latere leeftijd overleefde ze borstkanker, maar in 2013 overleed ze op tachtigjarige leeftijd aan blaaskanker.

## Filmografie
*Exclusief 28 televisiefilms
| - Naked Run (2011) - The Kings of Appletown (2008) - Naked Run (2006) - Miss Congeniality 2: Armed & Fabulous (2005) - The Moguls (2005) - The Hollow (2004) - Comic Book Villains (2002) - Jeepers Creepers (2001) - Dumb Luck (2001) - Moonglow (2000) - The Last Great Ride (1999) - Pants on Fire (1998) - Changing Habits (1997) - Boys Life 2 (1997) - Reckless (1995) - Nunzio's Second Cousin (1994) - I Don't Buy Kisses Anymore (1992) - Joey Takes a Cab (1991) - White Palace (1990) - Texasville (1990) - Stella (1990) - It Had to Be You (1989) | - Going to the Chapel (1988) - Rented Lips (1988) - The New Adventures of Pippi Longstocking (1988) - Sticky Fingers (1988) - Clue (1985) - The Funny Farm (1983) - Pandemonium (1982) - Private Benjamin (1980) - My Old Man (1979, televisiefilm) - The Cheap Detective (1978) - FM (1978) - The Last of the Cowboys (1977) - Murder by Death (1976) - Hustle (1975) - At Long Last Love (1975) - Daisy Miller (1974) - Come Die with Me (1974) - The Sting (1973) - Scarecrow (1973) - The Last Picture Show (1971) - Divorce American Style (1967) |

## Televisieseries
*Exclusief eenmalige gastrollen
- Will & Grace - Zandra (2001-2006, zes afleveringen)
- 7th Heaven - Gladys Bink (1996-2006, negen afleveringen)
- ER - Betty (1996, drie afleveringen)
- Bonkers - Lilith DuPrave (1993, vier afleveringen)
- Blossom - Agnes (1990-1991, vier afleveringen)
- Newhart - Corinne Denby (1988-1989, twee afleveringen)
- Off the Rack - Kate Halloran (1985, zes afleveringen)
- The Love Boat - Helen Foster (1984, twee afleveringen)
- Private Benjamin - Capt. Doreen Lewis (1981-1983, 37 afleveringen)
- A New Kind of Family - Kit Flanagan (1979-1980, elf afleveringen)
- 13 Queens Boulevard - Felicia Winters (1979, negen afleveringen)